# Оћевићи
Оћевићи је насеље у пријестоници Цетиње у Црној Гори. Према попису из 2003. било је 8 становника (према попису из 1991. било је 6 становника).

## Демографија
У насељу Оћевићи живи 8 пунолетних становника, а просечна старост становништва износи 57,8 година (55,0 код мушкараца и 66,0 код жена). У насељу има 5 домаћинстава, а просечан број чланова по домаћинству је 1,60.
Ово насеље је углавном насељено Црногорцима (према попису из 2003. године).
|  |

| Демографија | Демографија | Демографија |
| Година      | Становника  | Становника  |
| ----------- | ----------- | ----------- |
|             |             |             |
|             |             |             |
|             |             |             |
|             |             |             |
| 1948.       | 43          |             |
| 1953.       | 45          |             |
| 1961.       | 30          |             |
| 1971.       | 24          |             |
| 1981.       | 16          |             |
| 1991.       | 6           | 6           |
| 2003.       | 8           | 8           |
|             |             |             |

| Етнички састав према попису из 2003.‍ | Етнички састав према попису из 2003.‍ | Етнички састав према попису из 2003.‍ | Етнички састав према попису из 2003.‍ | Етнички састав према попису из 2003.‍ |
| ------------------------------------ | ------------------------------------ | ------------------------------------ | ------------------------------------ | ------------------------------------ |
|                                      |                                      |                                      |                                      |                                      |
| Црногорци                            | Црногорци                            |                                      | 7                                    | 87,5%                                |
| непознато                            | непознато                            |                                      | 0                                    | 0,0%                                 |

| Година пописа     | 1948. | 1953. | 1961. | 1971. | 1981. | 1991. | 2003. |
| ----------------- | ----- | ----- | ----- | ----- | ----- | ----- | ----- |
| Број домаћинстава | 9     | 11    | 10    | 7     | 6     | 2     | 5     |

| Број чланова      | 1 | 2 | 3 | 4 | 5 | 6 | 7 | 8 | 9 | 10 и више | Просек |
| ----------------- | - | - | - | - | - | - | - | - | - | --------- | ------ |
| Број домаћинстава | 5 | 3 | 1 | 1 | 0 | 0 | 0 | 0 | 0 | 0         | 0      |

| Пол    | Укупно | Неожењен/Неудата | Ожењен/Удата | Удовац/Удовица | Разведен/Разведена | Непознато |
| ------ | ------ | ---------------- | ------------ | -------------- | ------------------ | --------- |
| Мушки  | 6      | 3                | 2            | 0              | 1                  | 0         |
| Женски | 2      | 0                | 2            | 0              | 0                  | 0         |
| УКУПНО | 8      | 3                | 4            | 0              | 1                  | 0         |

| Пол    | Укупно                    | Пољопривреда, лов и шумарство | Рибарство                            | Вађење руде и камена | Прерађивачка индустрија       |
| ------ | ------------------------- | ----------------------------- | ------------------------------------ | -------------------- | ----------------------------- |
| Мушки  | 3                         | 0                             | 0                                    | 0                    | 0                             |
| Женски | 0                         | 0                             | 0                                    | 0                    | 0                             |
| УКУПНО | 3                         | 0                             | 0                                    | 0                    | 0                             |
| Пол    | Производња и снабдевање   | Грађевинарство                | Трговина                             | Хотели и ресторани   | Саобраћај, складиштење и везе |
| Мушки  | 2                         | 0                             | 0                                    | 0                    | 0                             |
| Женски | 0                         | 0                             | 0                                    | 0                    | 0                             |
| УКУПНО | 2                         | 0                             | 0                                    | 0                    | 0                             |
| Пол    | Финансијско посредовање   | Некретнине                    | Државна управа и одбрана             | Образовање           | Здравствени и социјални рад   |
| Мушки  | 0                         | 0                             | 1                                    | 0                    | 0                             |
| Женски | 0                         | 0                             | 0                                    | 0                    | 0                             |
| УКУПНО | 0                         | 0                             | 1                                    | 0                    | 0                             |
| Пол    | Остале услужне активности | Приватна домаћинства          | Екстериторијалне организације и тела | Непознато            | Непознато                     |
| Мушки  | 0                         | 0                             | 0                                    | 0                    | 0                             |
| Женски | 0                         | 0                             | 0                                    | 0                    | 0                             |
| УКУПНО | 0                         | 0                             | 0                                    | 0                    | 0                             |